# Apalus notaticollis
Apalus notaticollis is een keversoort uit de familie van oliekevers (Meloidae). De wetenschappelijke naam van de soort is voor het eerst geldig gepubliceerd in 1886 door Péringuey.